# Кочубино
Кочубино — деревня в Чагодощенском районе Вологодской области.
Входит в состав Мегринского сельского поселения, с точки зрения административно-территориального деления — в Мегринский сельсовет.
Расположена на левом берегу реки Чагодоща. Расстояние по автодороге до районного центра Чагоды — 17 км, до центра муниципального образования деревни Мегрино — 1,5 км. Ближайшие населённые пункты — Герасимово, Горка, Мегрино.
По переписи 2002 года население — 20 человек (13 мужчин, 7 женщин). Всё население — русские.